# Calliteara pseudolairdae
Calliteara pseudolairdae är en fjärilsart som beskrevs av Holloway 1999. Calliteara pseudolairdae ingår i släktet harfotsspinnare, och familjen tofsspinnare. Inga underarter finns listade i Catalogue of Life.